# Funeral doom
Funeral doom metal – ekstremalny podgatunek metalu - jeden z najcięższych i najwolniejszych. Ewoluował z death doom metalu na przełomie lat 80. i 90. XX wieku, a w pierwszej połowie lat 90. ustaliły się jego kryteria.

## Muzyka
Funeral doom charakteryzuje się bardzo wolnym, wręcz ekstremalnym, tempem, sięgającym nawet 20 uderzeń na minutę, bardzo ciężkim brzmieniem i depresyjnym klimatem. Utwory mają wywoływać poczucie pustki, melancholii, nicości, smutku, a nawet strachu i przypominać o śmierci. Wokal głównie growlowy, rzadko spotykamy czysty wokal. W utworach mogą występować elementy muzyki chóralnej, klasycznej i dark ambientu. Niektóre utwory mogą być wyłącznie muzyką metalową, a inne wyłącznie wykonane z zasadami muzyki klasycznej i w niczym nie przypominać utworów muzyki metalowej, a mimo to należą do tego gatunku. Utwory są długie - przeciętnie wynoszą około 10 minut, najdłuższe przekraczają długość płyty CD (np. cyfrowa wersja Bell Witch "The Clandestine Gate" z płyty "Future's Shadow Part 1: The Clandestine Gate" trwa 83:15, podczas gdy kompaktowa i kasetowa są podzielone na dwie części, a winylowa na cztery, aby mógł się zmieścić na danych fizycznych nośnikach), dlatego na niektórych albumach znajduje się tylko jeden utwór. Teksty głównie dotyczą śmierci, marności, przemijania. Na okładkach przeważnie symbolika śmierci, cmentarze oraz np. w przypadku YSIGIM okultyzm.

## Historia
Pierwszym oficjalnym albumem, który przynależy do tego gatunku, było demo "Fhtagn-Nagh Yog-Sothoth" zespołu Thergothon, który został wydany w listopadzie 1991 roku, oraz wydany w tym samym roku długogrający album radzieckiej grupy Вой, zatytułowany "Кругами вечности". Kilka miesięcy wcześniej Thergothon wydał także nieoficjalne demo "Dancing in the Realm of Shades", także utrzymane w stylistyce funeral doom metalu. Jednak historia tego gatunku sięga drugiej połowy lat 80., gdy zespoły eksperymentowały celem stworzenia nowego, własnego stylu gry. Za kamień węgielny funeral doom metalu można uznać takie doom metalowe albumy jak: "Erupted Evil" z 1989 roku zespołu Necro Schizma, "Into Darkness" z 1990 roku zespołu Winter, "In Memorium" z 1990 roku zespołu Cathedral oraz album "Odes" z 1991 roku grupy Mordor, który posiada znaczne naleciałości black metalu. Znacznie zwolniony death doom metal w tym czasie nazywano slow death doom. W Polsce pionierami gatunku była m.in.grupa Gallileous z Wodzisławia Śląskiego, która to wzorowała się m.in. na wyżej wymienionym zespole Necro Schizma. Wydane przez nich, w 1992 roku, demo "Doomsday" było jednym z pierwszych produkcji funeral doom metalu w Polsce. Drugi zespół wart wymienienia przy tej okazji to OBNOXIOUSNESS czyli zespół muzyków YSIGIM istniejący od 1991 do 1992 roku, który w tym okresie wydał trzy produkcje demo zaliczane do doom metalu a które poprzedziły stylistycznie kultowy album "Ain Soph Or" YSIGIM z 1993 roku.